# Turó del Carmel
El Turó del Carmel o turó d'en Móra és una muntanya de 289 metres al municipi de Barcelona, a la comarca del Barcelonès. Antigament se'l coneixia com a turó d'en Móra, referint-se a Can Móra, que es trobava on avui dia hi ha el barri del Coll. El nom actual del turó prové del nom del santuari ubicat al vessant oriental, construït a mitjans del segle xix. El 1875, es començaren a construir les primeres torretes al turó, i amb el pas del temps originaren el barri del Carmel. Actualment, només la zona més alta del turó no està urbanitzada, i és on es troba el Parc Güell, el Parc del Carmel i els Jardins de Juan Ponce.
Aquest turó és conegut popularment per molts barcelonins com la muntanya magna, per les vistes magnífiques de l'esplèndid turó. És considerat un dels set turons de Barcelona, xifra presa per imitació dels set turons de Roma.
Aquest cim està inclòs al llistat dels 100 cims de la FEEC